# Pío Pico

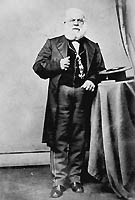
Pio de Jesús Pico

Pío de Jesús Pico IV (San Gabriel, 5 mei 1801 - Los Angeles, 11 september 1894) was een Mexicaans politicus. Pico is vooral bekend als de laatste Mexicaanse gouverneur van Alta California.
Pico werd geboren in een welgestelde familie van rijke afkomst. Hij begon een bar en een leerlooierij en werd een van de rijkste personen uit Californië. In 1832 werd hij benoemd tot gouverneur van Alta California nadat Manuel Victoria had geweigerd de secularisatie van kerkelijke goederen door te zetten. Hij diende slechts enkele weken. In 1845 werd hij voor de tweede keer gouverneur, terwijl de Amerikaans-Mexicaanse Oorlog in de lucht hing. Pico stelde voor Californië aan het Verenigd Koninkrijk te verkopen om zo een Amerikaanse bezetting te voorkomen en hij verplaatste de hoofdstad naar Los Angeles. Toen de Amerikanen Californië bezetten vluchtte hij naar Baja California en riep het Mexicaanse Congres zonder succes op troepen te sturen naar Californië om het te heroveren.
Na de oorlog keerde hij terug naar Los Angeles en nam hij de Amerikaanse nationaliteit aan. In 1853 werd hij gekozen in de gemeenteraad van Los Angeles maar hij weigerde zitting te nemen. Door zijn goklust en malafide zakenpraktijken verloor hij veel van zijn fortuin. Hij overleed in 1894 als een arme man.
- Gemeinsame Normdatei: 142809225
- International Standard Name Identifier: 0000 0001 0677 3264
- Library of Congress Control Number: n97108238
- SNAC: w6988bcg
- Virtual International Authority File: 58371223
- WorldCat: E39PBJpTY7mQgd3pBV3HvBQyVC